# 矢崎健治
矢崎 健治（やざき けんじ、1946年9月23日 - ）は、山梨県出身の元プロ野球選手。ポジションは投手、遊撃手。

## 来歴・人物
法政大学第二高等学校では1年生の時エース村上雅則の控え投手、転校した山梨県立巨摩高等学校では遊撃手。卒業後は明治大学の二部に入学して野球は断念していたが、1965年の夏に広島カープのテストは投手で受け、抜群の球速とキレの良い変化球を買われた。
1965年のドラフトで広島カープから12位で指名され入団
右手人差し指の骨折により、一軍公式戦に出場することはなく、退団した。

## 詳細情報

### 年度別投手成績
- 一軍公式戦出場無し

### 背番号
- 48 （1966年）